# Poppensand

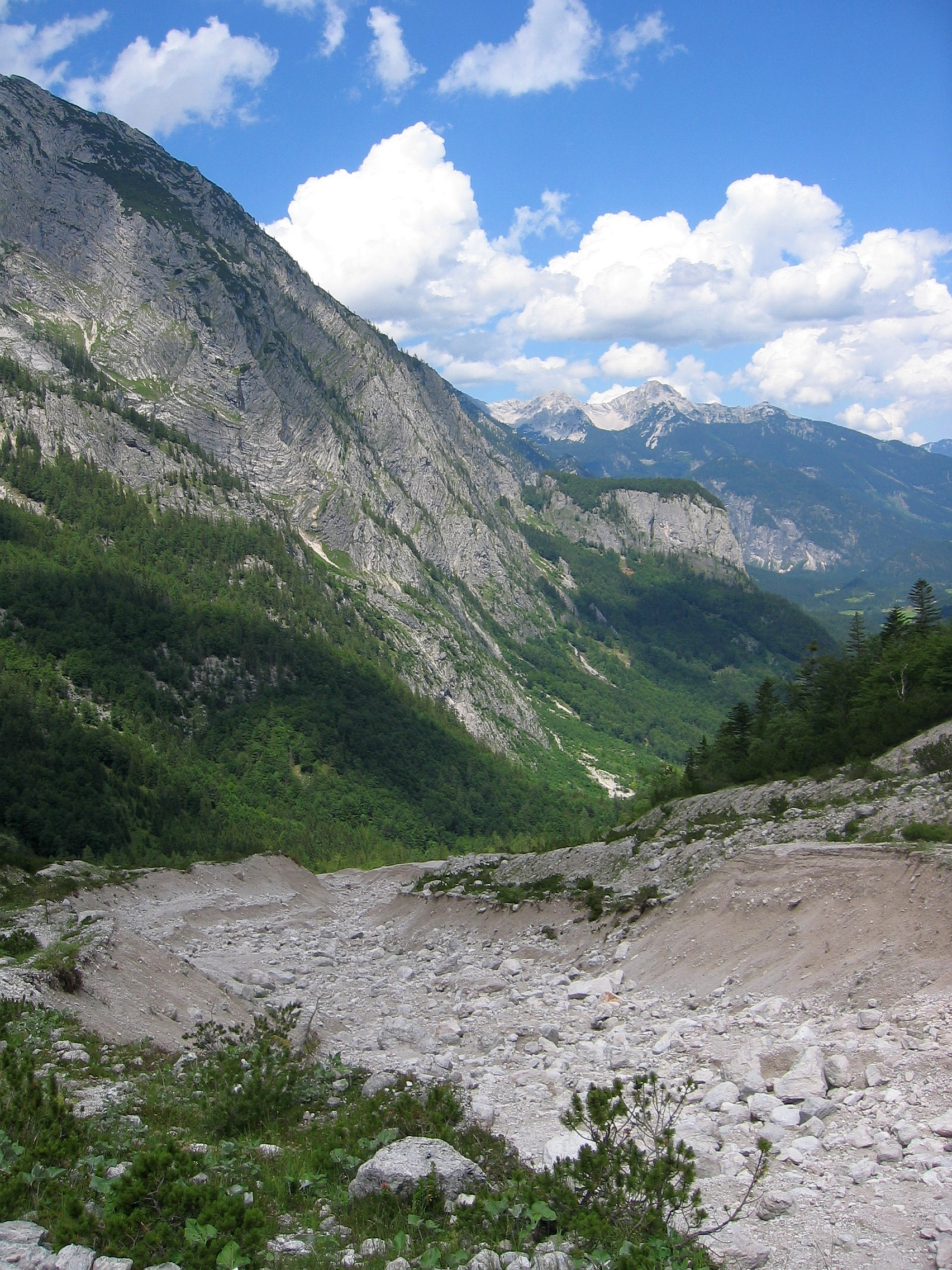
Poppensand. Blick talauswärts

Der Poppensand ist ein ausgedehnter Moränenschuttkörper im Talschluss des Stodertals im Gemeindegebiet von Hinterstoder. Das Schuttfeld zieht von den Nordwestwänden zwischen Sneslitz und Almkogel herab. Zentral verläuft eine breite, weitgehend vegetationsfreie Schuttrinne, die bei Starkregen Wasser führt.

## Vegetation
Der Poppensand ist von initialen alpinen Rasen, offenen Latschengebüschen mit Fichten- und Buchen-Tannenwaldinseln bewachsen. Der westlichste Bereich wird von einem lichten Fichtenauwald eingenommen, der von offenen Wildbachrinnen durchzogen wird, die von Alluvionen von Krüppelfichten-Wildbachauen gesäumt werden. Sie münden in eine kleine offene Fläche, die Poppenalm. 

## Zustieg
Der Poppensand wird vom Weg 216 von Hinterstoder zum Salzsteigjoch durchquert.